# Andriej Woroncewicz
Andriej Konstantinowicz Woroncewicz (ros. Андрей Константинович Воронцевич; ur. 17 lipca 1987 w Omsku) – rosyjski koszykarz występujący na pozycji silnego skrzydłowego, obecnie zawodnik Uniksu Kazań.
8 lipca 2021 został zawodnikiem Uniksu Kazań.

## Osiągnięcia
Stan na 9 lipca 2021, na podstawie, o ile nie zaznaczono inaczej.
Drużynowe
- Mistrz:
  - Euroligi (2008, 2016, 2019[5])
  - VTB (2008, 2010, 2012–2018)[a]
  - Rosji (2007–2013)
- Wicemistrz Euroligi (2007, 2009, 2012)
- Zdobywca Pucharu Rosji (2007, 2010)
- Finalista pucharu Rosji (2008)
- Brąz:
  - Euroligi (2010, 2013, 2015, 2017)
  - pucharu Rosji (2009)

Indywidualne
- MVP:
  - play-off VTB (2015)
  - meczu gwiazd VTB (2017)
- Obrońca Roku VTB (2015)
- Laureat rosyjskich złotych koszy w kategorii - najlepszy młody rosyjski zawodnik (2007)
- Uczestnik meczu gwiazd ligi:
  - VTB (2017[6], 2018[7], 2019[8])
  - rosyjskiej (2011)[9]

Reprezentacja
- Brązowy medalista mistrzostw Europy (2011)
- Uczestnik:
  - igrzysk olimpijskich (2008 – 9. miejsce)
  - mistrzostw:
    - świata (2010 – 7. miejsce)
    - Europy:
      - 2009 – 7. miejsce, 2011, 2015 – 17. miejsce, 2017 – 4. miejsce
      - U–20 (2006 – 10. miejsce, 2007 – 4. miejsce)
- Liderzy Eurobasketu w zbiórkach (2015)